# Żukiwci (obwód kijowski)
Żukiwci (ukr. Жуківці) – wieś na Ukrainie, w obwodzie kijowskim, w rejonie obuchowskim, nad Bobrycią. W 2001 roku liczyła 848 mieszkańców.